# گاستون سیلوا
گاستون سیلوا (انگلیسی: Gastón Silva؛ زادهٔ ۵ مارس ۱۹۹۴) بازیکن فوتبال اهل اروگوئه است.
از باشگاه‌هایی که در آن بازی کرده‌است می‌توان به باشگاه ورزشی دفنسور و باشگاه فوتبال تورینو اشاره کرد.
وی همچنین در تیم‌های ملی فوتبال اروگوئه بازی کرده‌است.